# غاريث وليامز (ممثل)
غاريث وليامز (بالإنجليزية: Gareth Williams)‏ هو ممثل أمريكي، ولد في 1950.

## أعمال

### أفلام
- (1992) مالكوم إكس[1]
- (1997) بركان[2]
- (2006) هوليوودلاند[3]
- (2016) امرأة القرن العشرين[4]

### مسلسلات
- آنجل
- جاغ
- رجال ماد
- عقول إجرامية
- قانون ونظام
- كاسل
- هاواي فايف أو

## وصلات خارجية
- غاريث وليامز على موقع IMDb (الإنجليزية)
- غاريث وليامز على موقع ألو سيني (الفرنسية)
- غاريث وليامز على موقع أول موفي (الإنجليزية)
- غاريث وليامز على موقع قاعدة بيانات الأفلام السويدية (السويدية)
- غاريث وليامز على موقع قاعدة بيانات الفيلم (الإنجليزية)